# Odes anacréontiques, op. 31 (Roussel)
Pour les articles homonymes, voir Odes anacréontiques.
Odes anacréontiques, op. 31, est un recueil de mélodies pour chant et piano d'Albert Roussel composées en 1926 sur une traduction de Leconte de Lisle d'Odes d'Anacréon.

## Présentation

### Mélodies
Les Odes anacréontiques sont, :
1. Ode XVI : Sur lui-même, allegro ( = 138), à 
, dédié à Tony Jourdan ;
2. Ode XIX : Qu'il faut boire, andantino ( = 72), à 
, dédié à Charles Sautelet ;
3. Ode XX : Sur une jeune fille, andantino  ( = 88), à 
, dédié à René Dommange.

La première mélodie est pour ténor ou soprano, les deuxième et troisième pour voix moyenne.
Les œuvres sont composées en 1926, vraisemblablement entre avril et septembre. Outre les versions pour chant et piano, le compositeur est l'auteur d'une version pour chant et orchestre de l'Ode XVI. Les partitions sont publiées en 1927 par Durand.
L'ensemble porte le numéro d'opus 31 et, dans le catalogue des œuvres du compositeur établi par la musicologue Nicole Labelle, le numéro L 37.

### Textes
Les textes des mélodies sont dus à Leconte de Lisle, qui avait traduit du grec les Odes d'Anacréon, une traduction publiée en 1869 et plusieurs fois rééditée.

### Création
L'Ode XX (op. 31 no 3) est créée le 17 mai 1926 à Paris, salle Érard, aux concerts Bathori, par Jane Bathori. L'ensemble est donné en première audition aux concerts Durand, salle Érard, par Edmond Warnery, le 30 mai 1927.

### Instrumentation
La version orchestrée requiert : 2 flûtes, 2 hautbois, 2 clarinettes en la, 2 bassons, 2 cors en fa, 2 trompettes, timbales, percussions (cymbales, grosse caisse, tambour), 1 harpe, ténor ou baryton, les cordes.

## Analyse
Les Odes anacréontiques sont des « pièces très brèves, condensées à l'extrême ». Elles « établissent un parallèle entre la maturité de l'âge et celle de la vendange, mêlant un hédonisme forcené à l'amour le plus pur ». Dans l'ensemble, « ligne vocale très diatonique et déclamation sans afféterie rendent justice aux mots ». L'accompagnement du piano « prend en charge le commentaire sentimental dans une écriture élaborée et une économie confinant à l'ellipse ». 
L'Ode XVI (sur lui-même), qui évoque les défaites infligées par Eros, est une mélodie « franche, abondant en quintes et quartes ascendantes ». La partition est en trois sections successives, « où le rythme se fait plus fluide ». 
L'Ode XIX (qu'il faut boire), est une chanson à boire « sur l'écoulement de croches en rythme ternaire [...] Le vin dilate les artères, Bacchus dilate le cœur des hommes : pour tout ornement à ce mouvement obsessionnel, des appels de neuvième ascendante au piano, auxquels font écho les septièmes ascendantes du chant. Chute, pour finir, d'une onzième en gamme pentatonique ».  
L'Ode XX (sur une jeune fille), est la « révérence réservée d'un amant qui se voudrait vêtement ou parfum pour s'attacher à celle qu'il aime ». La déclamation syllabique est « d'intensité croissante, que soutiennent d'abord blanches et noires, puis triolets de noires, enfin des croches ; conclusion apaisée sur triolets de noires ».     
La durée moyenne d'exécution de l’ensemble est de quatre minutes trente environ. 

## Discographie
- Albert Roussel : les mélodies (intégrale) — Marie Devellereau (soprano), Yann Beuron (ténor), Laurent Naouri (baryton), Billy Eidi (piano), Timpani 2C2064 (2001)[7].
- Albert Roussel Edition (CD 9) — José van Dam (baryton basse), Dalton Baldwin (piano), Erato 0190295489168 (2019)[8].

### Ouvrages généraux
- Gilles Cantagrel, « Albert Roussel », dans Brigitte François-Sappey et Gilles Cantagrel (dir.), Guide de la mélodie et du lied, Paris, Fayard, coll. « Les Indispensables de la musique », 1994, 916 p. (ISBN 2-213-59210-1), p. 571-577.

### Monographies
- Lucie Kayas, « Catalogue des œuvres », dans École normale de musique de Paris, Jean Austin (dir.), Albert Roussel, Paris, Actes Sud, 1987, 125 p. (ISBN 2-86943-102-3), p. 46–95.
- Nicole Labelle, Catalogue raisonné de l'œuvre d'Albert Roussel, Louvain-la-Neuve, Département d'archéologie et d'histoire de l'art, Collège Érasme, coll. « Publications d'histoire de l'art et d'archéologie de l'Université catholique de Louvain » (no 78), 1992, 159 p.
- Damien Top, Albert Roussel : Un marin musicien, Biarritz, Séguier, coll. « Carré Musique », 2000, 170 p. (ISBN 2-84049-194-X).
- Damien Top, Albert Roussel, Paris, Bleu nuit éditeur, coll. « Horizons » (no 53), 2016, 176 p. (ISBN 978-2-35884-062-0).